# 高出
高出（1579年—？），字孩之，号悬圃，山東登州府海阳县人。明朝政治人物。

## 生平
万历二十五年（1597年）丁酉科山東鄉試第十五名舉人，二十歲联捷萬曆二十六年（1598年）戊戌科進士。兵部觀政，初授大名县知县，调曲周县知县，調卢氏县，擢户部主事，歴郎中，出爲苏松兵备参议，四十六年正月加升湖廣副使、照旧管事，十月升参政，分守大梁，調山西右参政，四十七年八月調任遼東监軍。天启元年（1621年）升为本省按察使仍管辽东监军道事，尋因事降任山西按察司副使，广宁监军。

## 著作
著有《镜山庵集》。

## 家族
曾祖高瑞。祖父高廷宝。父高东阳（1531年-1604年），字宗乾，号震泉。前母王氏（1531年-1568年），生二子：高峯、高峩；继娶焉氏（1546年-1584年），生二子高岸、高出。